# Su Miriam
Su Miriam ist der Künstlername der deutschen Sängerin Susi Hollnagel (eigentlich Susanne Hollnagel, * 17. Mai 1957), die in den 1970er Jahren durch einige Schlagersingles bekannt wurde. Später gab sie sich den Namen India Susanne Turner und veröffentlichte ein Popalbum.

## Biografie
Die Tochter einer Opern- und Operettensängerin wollte schon als kleines Kind Sängerin werden. Ihren ersten öffentlichen Auftritt, bei dem sie sich auf der Gitarre begleitete, hatte sie im Alter von 14 Jahren im Münchener Talentschuppen „Song Parnass“.
Ihre ersten Singles, Sing in der Sonne ein Lied und Frag die ganze Welt, erschienen 1973. Mit der dritten Veröffentlichung, dem Lied  Du, du gehst vorüber, trat sie im November 1974 in der ZDF-Sendung disco auf. Eine Single mit dem Titel Peter ist der Größte, der von Harold Faltermeyer komponiert wurde, erschien 1976.
Heute nennt sie sich India Susanne Turner. 2004 erschien das Album On 17 Foxstreet unter dem verkürzten Künstlernamen India. Darauf befindet sich Popmusik mit Anleihen aus Folk und Jazz, die an Norah Jones erinnert.

## Diskografie

### Album
- 2004: On 17 Foxstreet (als India)

### Singles
- 1973: Sing in der Sonne ein Lied
- 1973: Frag die ganze Welt
- 1974: Du, du gehst vorüber
- 1976: Peter ist der Größte